# Kalta Minor
A Kalta Minor (Alacsony minaret) egy félbehagyott minaret az üzbegisztáni Khíva óvárosában.

## Története
Mohamed Amin kán, Khíva uralkodója 1851-ben adott megbízást egy új, 70 méter magas minaret megépítésére. Úgy gondolta, ez elég magas lesz ahhoz, hogy a 390 kilométerre fekvő Buharából is látható legyen. Az építkezés 1852-ben kezdődött meg, de a kán 1855-ben meghalt, miközben a perzsák ellen viselt hadat.
A minaret ekkor 26 méter magas volt. Legszélesebb pontjának átmérője 14,2 méter. Az építkezést a kán utódja nem folytatta, így egy tömzsi torony áll ma az óváros  nyugati bejáratának közelében. Az építményt a khívai építkezésre jellemző zöldeskék csempével borították be. Ez az egyetlen minaret, melyet teljes egészében csempe fed.
A minaret a kán nevét viselő medreszéhez kapcsolódik, amely évtizedek óta hotelként működik. A torony belsejében csigalépcső vezet föl a tetejére, de veszélyessége (csúszós lépcsőfokok, fapalló) miatt a nagyközönség által nem látogatható.